# Heinkel He 114
Хейнкель 114 (нем. Heinkel He 114) — немецкий одномоторный военный гидросамолёт-разведчик.

## История
Поплавковый биплан Heinkel He 60, с 1933 года стоявший на вооружении кораблей и групп береговой авиации, не в полной мере удовлетворял потребностям военно-морского флота Германии, в связи с чем уже летом 1935 года его производителю была поручена разработка нового двухместного гидросамолёта-разведчика.
При проектировании самолёта была использована цельнометаллическая конструкция, разработаны фюзеляж круглого сечения с хорошими аэродинамичекими характеристиками и кабиной-монококом для двух человек (пилота и стрелка-наблюдателя), оригинальная схема полутораплана со складывающимися назад крыльями (прямоугольным верхним и полуэллиптическим нижним), шасси с двумя цельнометаллическими поплавками, оборудованными водяными рулями.
Вместе с тем инженеры столкнулись с рядом технических проблем, первой из которых явилась неготовность к производству предназначенного для установки на одномоторный He 114 двигателя BMW-132Dс с воздушным охлаждением, в результате чего, в поисках выхода из положения, пришлось изготовить сразу несколько прототипов, оборудованных двигателями жидкостного охлаждения, которые либо не давали необходимой взлётной мощности, либо были слишком тяжёлыми для гидросамолёта.
Hачальные лётные и морские испытания первых прототипов весной 1936 года не оправдали ожиданий заказчика: гидродинамические характеристики самолёта оказались неудовлетворительными из-за неустойчивости поплавков, скорость и дальность полёта также оставляли желать лучшего.
Установка штатного двигателя, сдвигающегося колпака кабины, уменьшение размаха и площади крыльев позволили добиться определённых улучшений. Однако эксперименты с изменением формы поплавков смогли обеспечить устойчивости при разбеге и взлёте только на спокойной воде, а посадка при сильном волнении приводила к аварии, что потребовало изменения конструкции киля.
Также выяснилось, что конструкция фюзеляжа недостаточно прочна для катапультного запуска самолёта-разведчика с палубы корабля, что исключало его использование по основному назначению, в связи с чем пришлось заново производить расчёты и построить новый прототип с усиленным фюзеляжем.
Серийное производство Heinkel He 114 с более низким фонарём кабины и удлинённым килем было начато зимой 1936—1937 года. Вооружение самолёта состояло из 7,9-мм пулемёта MG 15 в задней части кабины с восемью магазинами по 75 патронов и двух 50-кг авиабомб, подвешенных под нижним крылом. Поплавки имели семь водонепроницаемых отсеков, которые могли использоваться в качестве топливных баков, увеличивая запас горючего с 640 до 1100 литров, что существенно увеличило продолжительность полёта.
Первый самолёт, принятый на вооружение, был поставлен в школу морской авиации в июне 1937 года, однако новая машина не пользовалась популярностью, так как вызывала недоверие пилотов, опасавшихся аварийных ситуаций при взлёте и посадке.
Многочисленные доработки конструкции He 114 не смогли эффективно решить проблемы поведения самолёта в воздухе и на воде, в результате чего было принято решение отложить снятие с вооружение He 60 до появления более подходящей замены, разработка которой по заданию военного ведомства с конца 1936 года осуществлялась сразу двумя конкурирующими фирмами — «Арадо» и «Фокке-Вульф».
После успешных испытаний летом 1937 года прототипа моноплана Arado Ar 196, характеристики которого превзошли также и альтернативную разработку (Focke-Wulf Fw 62), «Хейнкелю» было предложено организовать продажу бесперспективных Hе 114, которые были приписаны к одной из эскадрилий береговой авиации, за рубеж.
Доступная цена и сокращённый срок поставки машин привлекли внимание правительств Швеции, Румынии и Дании.
В 1939 году большинство самолётов были возвращены на завод для переоборудования и в 1939—1940 годах отправлены на экспорт: 12 в Швецию, 24 в Румынию. Контракт с Данией не был выполнен из-за начала Второй мировой войны и оккупации страны немецкими войсками, а 4 подготовленные для неё машины впоследствии заменили устаревшие He 60 на военных кораблях Испании.

## Служба
До Второй мировой войны самолётами Heinkel He 114 были укомплектованы несколько новых военных кораблей кригсмарине (первым из которых был линкор «Гнейзенау»), но впоследствии все они были заменены на Arado Ar 196.
В 1939 году самолёты, не проданные на экспорт, были поставлены на переоборудованные из гражданских грузовых судов вспомогательные крейсеры (в том числе, рейдер «Атлантис») и использовались ими для ближней воздушной разведки.
На начальном этапе Великой Отечественной войны 12 He 114, по заказу Румынии оборудованных пулемётами MG 17, совместно с He 60 выполняли разведывательные полёты над Финским заливом и вдоль советского побережья Балтийского моря.
До окончания войны He 114 входили в состав ВВС Швеции и Румынии. Последние 8 самолётов Heinkel He 114, захваченных советскими войсками и переданных провозглашённой 30 декабря 1947 года Румынской Народной Республике, находились в эксплуатации до 1 мая 1960 года.

## Модификации
- He 114 V1 — первый прототип с двигателем фирмы «Даймлер-Бенц» DB-600А мощностью 960 л.с.
- He 114 V2 — второй прототип с двигателем фирмы «Юнкерс» Jumo-210Еа мощностью 680 л.с.
- He 114 V3 — третий прототип с двигателем фирмы «БМВ» ВМW-132Dс мощностью 850 л.с.
- He 114 V4 — четвёртый прототип с двигателем фирмы «БМВ» ВМW-132К мощностью 960 л.с.
- He 114 V5 — пятый прототип с двигателем фирмы «БМВ» ВМW-132Dс мощностью 850 л.с.
- He 114 V6 — шестой прототип с изменёнными поплавками
- He 114 V7 — седьмой прототип с изменёнными поплавками
- He 114 V8 — последний прототип Hе 114 A-1 с двигателем фирмы «БМВ» ВМW-132K и трёхлопастным винтом
- He 114 V9 — прототип Hе 114 A-2 с усиленным фюзеляжем (для запуска с катапульты)
- Hе 114 A-0 — предсерийный выпуск (14 машин)
- Hе 114 A-1 — первый серийный вариант (33 машины) с двигателем фирмы «БМВ» BMW-132N мощностью 865 л.с.
- Hе 114 A-2 — серийный вариант с креплениями для запуска с катапульты
- He 114 B-1 — экспортный вариант Hе 114 A-1 для Швеции (приняты на вооружение с индексом S-17BS)
- He 114 B-2 — экспортный вариант Hе 114 A-1 для Румынии
- He 114 C-1 — экспортный вариант Hе 114 A-2 для Румынии (с двумя синхронными пулемётами MG-17)
- He 114 D — учебно-тренировочный самолёт (без вооружения)

### Технические характеристики
- Экипаж: 2 человека
- Длина: 11,65 м
- Размах крыла: 13,60 м
- Высота: 5,23 м
- Площадь крыла: 42,30 м²
- Масса пустого: 2 300 кг
- Максимальная взлётная масса: 3 670 кг
- Двигатели: BMW 132K Sternmotor
- Мощность: 960 л.с. (716 кВт)

### Лётные характеристики
- Максимальная скорость: 335 км/ч
- Практическая дальность: 920 км
- Практический потолок: 4900 м

### Вооружение
- Пулемётно-пушечное:
  - 1 х 7,92-мм MG 15 (600 патронов)
  - 2 х 7,92-мм MG 17 (только He 114 C-1)
  - 2 х 50-кг авиабомбы SC-50 на крыльевых подвесках